# Modus Anomali : Le Réveil de la proie
Pour plus de détails, voir Fiche technique et Distribution.
Modus Anomali : Le Réveil de la proie (Modus Anomali) est un film d'horreur indonésien écrit et réalisé par Joko Anwar, sorti en 2012.

## Synopsis
John Evans part passer un week-end en famille en forêt. Il se réveille enterré vivant, seul et amnésique. Après s'être extrait du sol, il trouve une cabane où une vidéo montre le meurtre d'une femme. John Evans reconnaît sa femme sur la vidéo et les souvenirs commencent à lui revenir. Il part alors à la recherche de ses enfants dans les bois, poursuivi par un mystérieux tueur.

## Fiche technique
Sauf indication contraire, les informations mentionnées dans cette section peuvent être confirmées par la base de données cinématographiques IMDb,  présente dans la section « Liens externes ».
- Titre original : Modus anomali
- Titre international : Ritual
- Titre français : Modus Anomali : Le Réveil de la proie
- Réalisation : Joko Anwar
- Scénario : Joko Anwar
- Musique : Mondo Gascaro, Bembi Gusti et Aghi Narottama
- Décors : Wencislaus
- Costumes : Isabelle Patrice
- Photographie : Gunnar Nimpuno
- Son : Khikmawan Santosa et Yusuf A. Patawari
- Montage : Arifin Cu'unk
- Production : Gadis Fajriani, Tia Hasibuan, Sheila Timothy	et Luki Wanandi
- Sociétés de production : LifeLike Pictures
- Sociétés de distribution : LifeLike Pictures (Indonésie) ; Tanzi Distribution (France) ; Screen Media Films (États-Unis & Canada)
- Budget : 200 000 dollars
- Pays d’origine :  Indonésie
- Langue originale : anglais
- Format : couleur - 2,35:1
- Genres : horreur
- Durée : 87 minutes
- Dates de sortie :
  - France : 23 novembre 2012 (Paris International Fantastic Film Festival) ; 15 mai 2013 (sortie nationale)
  - Indonésie : 26 avril 2012
- Classification :
  - France : Interdit aux moins de 12 ans

## Distribution
- Rio Dewanto : John Evans
- Hannah Al Rashid : Une femme
- Izzi Isman : Une fille
- Aridh Tritama : Un garçon
- Sadha Triyudha : Le fils aîné
- Jose Gamo : Le fils cadet
- Marsha Timothy : L'épouse
- Surya Saputra: Le mari

## Production

### Développement
Anwar a déclaré que l'idée du film lui était venue en 2006. La productrice Sheila Timothy a quant à elle déclaré qu'Anwar a partagé avec elle l'idée du film en 2009, lorsqu'il était en phase de réalisation de The Forbidden Door, également produit par Timothy via Lifelike Pictures.

### Tournage
Le tournage a débuté en Novembre 2011 dans la réserve naturelle de Mount Pancar, située à l'ouest de l'île de Java en Indonésie. Le tournage n'a duré que dix jours.

### Festivals
En France, le film a été sélectionné dans plusieurs festivals fantastiques. La première diffusion française a lieu lors du Paris International Fantastic Film Festival 2012 où le film est sélectionné en compétition officielle. Le film est ensuite présenté Hors-Compétition au Festival international du film fantastique de Gérardmer 2013.

## Exploitation et accueil

### Accueil critique
Nicolas Didier de Télérama considère le film comme une « Version super molle de "Predator" […] plombée par son infinie lenteur », alors que son confrère Jean-François Rauger du Monde le décrit comme « Un petit film d'horreur réussi […] et un objet conceptuel habile, s'ingéniant à déconstruire son propre modèle. On en ressort excité nerveusement tout autant qu'intellectuellement. »
Du côté des spectateurs, le film a reçu des critiques mitigées, le site Rotten Tomatoes lui accordant une note de 55 %. En France, le site Allociné affiche une note de 2,4/5 basée sur 146 avis.

### Box-office
En France, le film n'a été diffusé que dans deux salles de la région parisienne. Resté à l'affiche pendant deux semaines, cette faible distribution n'a entraîné que 192 entrées en salles.